# Нуреддін Буях'яуї
Нуреддін Буях'яуї (араб. نور الدين البويحياوي; нар. 7 січня 1955, Кенітра) — марокканський футболіст, що грав на позиції захисника за клуб «Кенітра» та національну збірну Марокко.

## Клубна кар'єра
На клубному рівні протягом 1970-х та 1980-х років захищав кольори команди «Кенітра» з рідного однойменного міста.

## Виступи за збірні
1984 року захищав кольори олімпійської збірної Марокко. У складі цієї команди провів 3 матчі і був учасником футбольного турніру на Олімпійських іграх 1984 року в Лос-Анджелесі.
Грав за національну збірну Марокко, був у її складі учасником чемпіонату світу 1986 року в Мексиці та Кубка африканських націй 1986 року в Єгипті.

## Титули і досягнення
- Переможець Середземноморських ігор: 1983